# Cantón de Maillezais
El cantón de Maillezais era una división administrativa francesa, que estaba situada en el departamento de Vandea y la región de Países del Loira.

## Composición
El cantón estaba formado por once comunas:
- Benet
- Bouillé-Courdault
- Damvix
- Doix
- Le Mazeau
- Liez
- Maillé
- Maillezais
- Saint-Pierre-le-Vieux
- Saint-Sigismond
- Vix

## Supresión del cantón de Maillezais
En aplicación del Decreto nº 2014-169 de 17 de febrero de 2014, el cantón de Maillezais fue suprimido el 22 de marzo de 2015 y sus 11 comunas pasaron a formar parte del nuevo cantón de Fontenay-le-Comte.